# Johannes Leendert Scherpenisse
Johannes Leendert Scherpenisse (Amsterdam, 8 april 1888 – aldaar, 13 februari 1966) was een Nederlands fotograaf.

## Leven en werk
De vader van Scherpenisse, Sebastiaan, kwam te overlijden toen Johannes zeven jaar oud was. Samen met zijn moeder vertrok hij naar familie in Kapelle. Vanaf 1904 was Johannes weer in Amsterdam en had een onderkomen gevonden in de Lijnbaansteeg.
J.L. Scherpenisse ging er vaak op uit om de gebouwen, straatgezichten en belangrijke gebeurtenissen in Amsterdam te documenteren. Ook maakte hij "uitstapjes" in de omgeving, zo was hij onder andere te vinden in Ouder-Amstel en Nieuwendam. De Julianafeesten, marktventers met hun marktwaar, een mes en scharensliep, die werd gebruikt om schaatsen te slijpen, en het leven in de havens zijn slechts enkele voorbeelden die Johannes door middel van zijn "ogenbliksfotografie" heeft vastgelegd.
Vijf jaar lang maakte hij foto's totdat zijn moeder hertrouwde. Hij stopte abrupt met fotograferen en in 1911 heeft hij slechts negen foto's gemaakt. In 1912 en 1913 hervatte hij zijn werkzaamheden maar maakte minder foto's dan voorheen, waarschijnlijk door de mindere vraag naar kabinetfoto's.
Rond 1914 gaf hij gehoor aan de mobilisatieoproep voor de Eerste Wereldoorlog. Hij ging als veldartillerist het leger in.
Na zijn diensttijd ging hij werken als magazijnknecht bij de Hollandsche IJzeren Spoorweg-Maatschappij (HIJSM of ook wel HSM) en in 1921 trouwde hij met een Française die als gouvernante naar Amsterdam gekomen was. Na zijn trouwen zette hij zijn werkzaamheden voort als spoorwegbeambte bij de huidige Nederlandse Spoorwegen, net als zijn vader Sebastiaan.
In 1941 deed hij mee met de Februaristaking tegen de Joodse vervolging en werd hij hiervoor door de Duitsers opgepakt. Na een aantal dagen hechtenis werd hij op vrije voeten gesteld.